# Vera Brittain
Vera Brittain (29. prosince 1893 Newcastle-under-Lyme – 29. března 1970 Wimbledon) byla britská spisovatelka, feministka a pacifistka. Zvláště se proslavila svými úspěšnými paměťmi „Testament of Youth“ (Testament mládí), vydanými v roce 1933, v nichž líčí své zážitky během první světové války a svou proměnu v pacifistku.

## Život
Brittain se narodila v roce 1893 v Newcastle-under-Lyme jako dcera Thomase Arthura Brittaina (1864–1935) a jeho manželky Edith Mary, rozené Bervonové (1868–1948), v bohaté rodině, která vlastnila papírny v Hanley a Cheddletonu. Prožila klidné dětství se svým jediným mladším bratrem jako nejbližším důvěrníkem. Ve věku osmnácti měsíců se s rodinou přestěhovala do Macclesfieldu a v jedenácti letech se rodina přesunula do Buxtonu. Ve třinácti letech Brittain navštěvovala internátní školu St. Monica's v Kingswoodu v hrabství Surrey, kterou vedla její teta.
V létě 1915 přerušila studium anglické literatury na Somerville College v Oxfordu, aby mohla sloužit v první světové válce jako zdravotní sestra v Dobrovolnickém pomocném oddílu (V.A.D.). Její snoubenec Roland Leighton, přátelé Victor Richardson a Geoffrey Thurlow a její bratr Edward během války padli. Jejich vzájemná korespondence je zdokumentována v knize Letters from a Lost Generation (Dopisy ztracené generace).
Když se po válce vrátila do Oxfordu studovat historii, jen těžko se přizpůsobovala životu poválečné generace. V té době se setkala s Winifred Holtbyovou, spisovatelkou a novinářkou, s níž se spřátelila. Vztah trval až do smrti Holtbyové v roce 1935. Obě toužily po vzestupu na londýnské literární scéně.

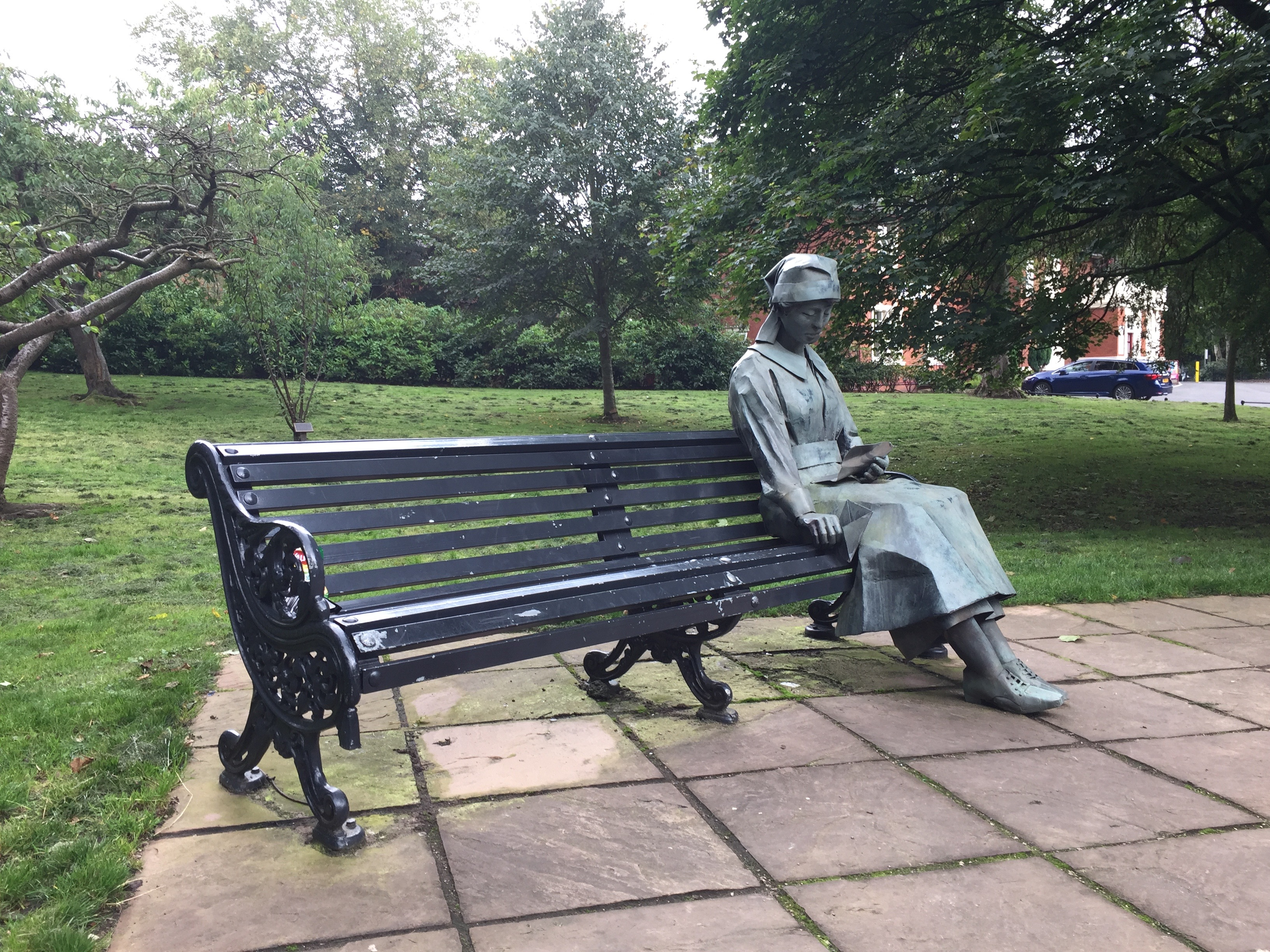
Levička Very Brittain v Newcastle-under-Lyme

V roce 1925 se Brittain provdala za politologa a filozofa George Catlina (1896–1979). Jejich syn, John Edward Jocelyn Brittain Catlin (1927–1987), se později stal malířem, obchodníkem a autorem autobiografie Family Quartet(Rodinný kvartet) z roku 1987. Jejich dcera, Shirley Williamsová (1930–2021), byla političkou v řadách liberálních demokratů.
Prvním románem Very Brittain byl The Dark Tide (Temný příliv) z roku 1923. O deset let později vydala knihu Testament of Youth (Testament mládí), po níž následovala pokračování Testament of Friendship (Testament přátelství, 1940) o přátelství s Winifred Holtbyovou a Testament of Experience (Testament zkušenosti, 1957), pokračování jejího vlastního příběhu, odehrávajícího se mezi lety 1925 a 1950. Brittain psala své romány z autobiografického pohledu a mnohé z nich spojovala se skutečnými zážitky a skutečnými lidmi. Její román Honourable Estate (1936) lze proto považovat i za memoáry.

Ve 20. letech 20. století se stala pravidelnou mluvčí Unie Společnosti národů, britské organizace Společnosti národů. V červnu 1936 však byla pozvána, aby promluvila na mírovém shromáždění v Dorchesteru, kterého se zúčastnili i anglikánský duchovní Dick Sheppard (1880–1937), pacifista George Lansbury, dramatik Laurence Housman (1865–1959) a metodistický kněz Donald Soper (1903–1998). Sheppard ji poté pozval, aby se připojila k Peace Pledge Union (Britské unii mírových závazků), což v lednu 1937 učinila. Ve stejném roce se také připojila k Anglican Pacifist Fellowship (Anglikánskému pacifistickému společenství). Její nově nabytý pacifismus se projevil během druhé světové války, když začala psát sérii Letters to Peacelovers (Dopisy milovníkům míru).

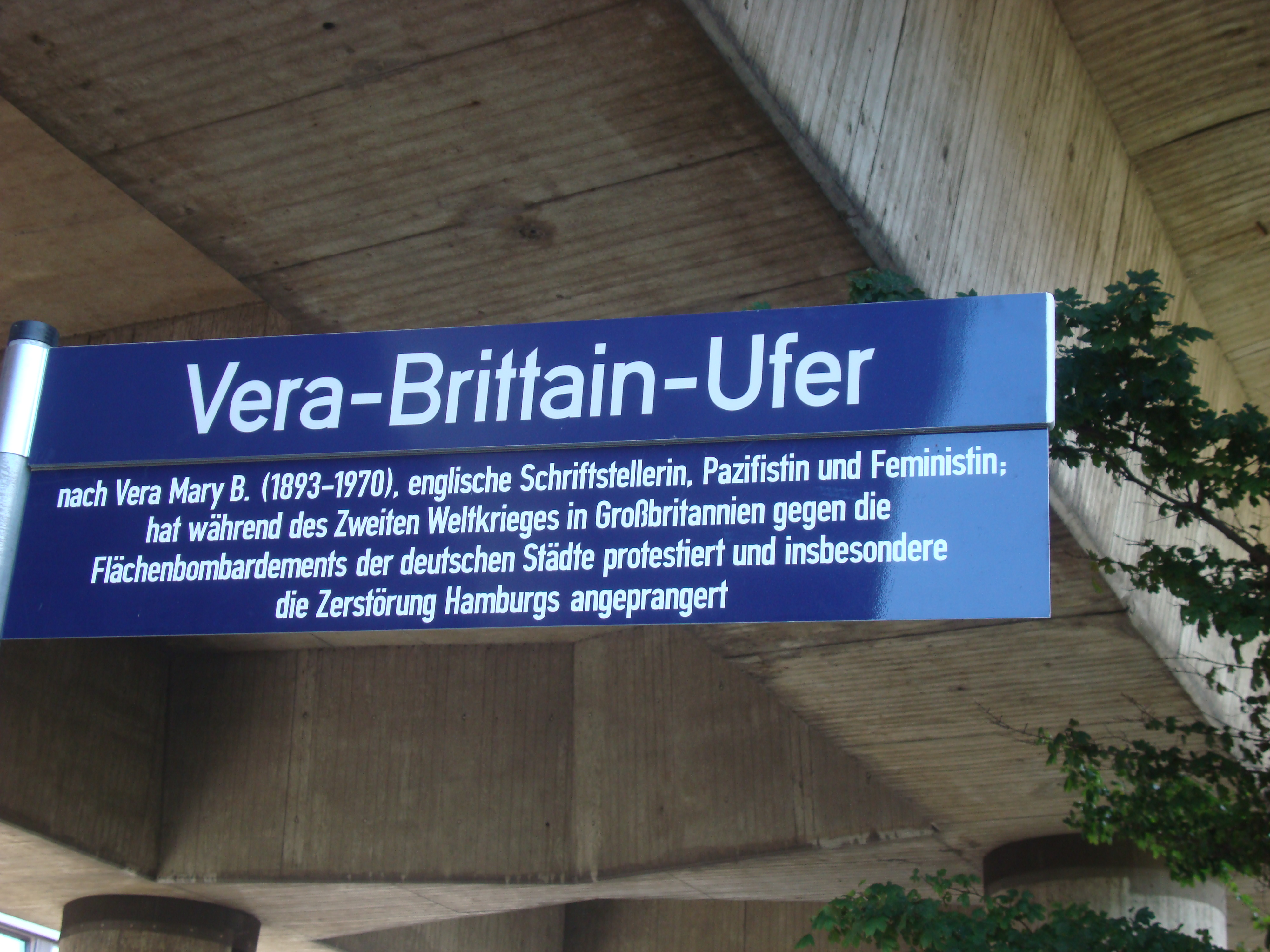
Tabulka připomínající Veru Brittain v Hamburku

Jako přesvědčená pacifistka pomáhala ve válce tím, že pracovala jako hasičská hlídka civilní obrany, cestovala po zemi a sbírala dary pro program potravinové pomoci. Byla kritizována za to, že se ve své brožuře Massacre by Bombing (Masakr způsobený bombardováním, 1944) vyslovila proti kobercovému bombardování německých měst. Její principiální pacifistický postoj byl do jisté míry rehabilitován v roce 1945, kdy se ukázalo, že se její jméno objevilo na seznamu osob, které měly být zatčeny bezprostředně po německé invazi do Velké Británie.
V listopadu 1966 upadla na slabě osvětlené londýnské ulici cestou jednu ze schůzí, kde měla promluvit. Projev pronesla, ale později zjistila, že si zlomila levou ruku a malíček na pravé ruce. Tato zranění znamenala začátek fyzického úpadku, který vedl až k její stále větší zmatenosti a uzavřenosti.
Vera Brittain se nikdy úplně nevyrovnala se smrti svého bratra Edwarda. V závěti stanovila, že její popel bude rozptýlen nad Edwardovým hrobem na náhorní plošině Asiago v Benátsku, „protože téměř padesát let velká část mého života zůstávala na tomto italském vesnickém hřbitově.“ Zemřela ve Wimbledonu 29. března 1970 ve věku 76 let. Její dcera splnila matčinu žádost v září 1970.

## Kulturní odkaz
V roce 1979 ztvárnila Cheryl Campbellová Veru Brittain v pětidílném seriálu Testament of Youth. V roce 2014 ji ve filmu Testament of Youth ztvárnila Alicia Vikander. Skladatelka Sue Gilmurrayová, stejně jako Brittain členka anglikánského pacifistického hnutí, napsala na její památku píseň s názvem „Vera“. V roce 1998 Brittaininy dopisy z první světové války editovali Alan Bishop a Mark Bostridge a vydali je pod názvem Letters from a Lost Generation (Dopisy od ztracené generace). Bostridge je také editoval pro  rádio BBC. Amanda Rootová a Rupert Graves je zhudebnili. V roce 2008 vydalo nakladatelství Virago u příležitosti 90. výročí příměří nový výběr Brittainových básní a prózy s názvem Because You Died (Protože jsi zemřela)“, který editoval Mark Bostridge. Dne 9. listopadu 2008 odvysílala stanice BBC One hodinový dokument o Brittainových. Program moderovala Jo Brandová.
Od roku 2014 existuje v Hamburku Nábřeží Very Brittain. Text na vysvětlující desce zní: „Nábřeží je  pojmenováno po Vere Mary Brittain (1893–1970), anglické spisovatelce, pacifistce a feministce; protestovala proti kobercovému bombardování německých měst během druhé světové války, zejména odsuzovala zničení Hamburku.“ V roce 2016 bylo v Berlíně, naproti katedrále, po Brittain pojmenováno rovněž nábřeží. Na desce je nápis: „Vera Brittain protestovala proti bombardování civilního obyvatelstva Berlína a dalších německých měst během druhé světové války.“

## Autorčiny práce dostupné v českých knihovnách
- Halcyon, or the future of monogamy, London 1929
- Testament of youth: an autobiographical study of the years 1900-1925, New York 1933
- Honourable estate: a novel of transition, London 1936
- Thrice a stranger, New York 1938
- Testament of friendship: the story of Winifred Holtby, London 1944
- Nevybavené účty, překlad Eduard V. Tvarožek, Turčanský sv. Martin 1949
- The women at Oxford: a fragment of history, London 1960
- Envoy extraordinary: a study of vijaya lakshmi pandit and her contribution to modern India, London 1965
- One voice: pacifist writings from the Second World War, London 2005
- England´s hour, London 2005
- Letters from a lost generation: First World War letters of Vera Brittain and four friends, London 2008